# José Palmeira Lessa
Dom José Palmeira Lessa (Coruripe, 18 de janeiro de 1942) é um arcebispo católico brasileiro, arcebispo emérito da Arquidiocese de Aracaju.
Foi ordenado padre da Igreja Católica em 3 de julho de 1968, ordenado pelo cardeal Eugênio de Araújo Sales bispo titular de Sita e auxiliar da Arquidiocese de São Sebastião do Rio de Janeiro em 24 de agosto de 1982. Em 30 de outubro de 1987 foi designado bispo de Propriá, no estado de Sergipe. Foi indicado como arcebispo coadjutor de Aracaju em 6 de dezembro de 1996 e, em 26 de agosto de 1998, assumiu a titularidade da arquidiocese. E deu fim a seu serviço pastoreiro como Arcebispo Metropolitano no ano de 2017.